# Fuente el Saz de Jarama
Fuente el Saz de Jarama település Spanyolországban, Madrid tartományban. Fuente el Saz de Jarama Algete, El Molar, Valdetorres de Jarama és Valdeolmos-Alalpardo községekkel határos. Lakosainak száma 7379 fő (2024).

## Népesség
A település népessége az utóbbi években az alábbiak szerint változott:
| Lakosok száma | 4369 | 5376 | 5860 | 6282 | 6379 | 6409 | 6424 | 6696 | 7034 | 7379 |
|               | 2001 | 2004 | 2007 | 2009 | 2012 | 2014 | 2017 | 2019 | 2022 | 2024 |